# Alcídio Schroeder
Alcídio Schroeder ou Alcides Schroeder (Arroio do Meio, 10 de maio de 1918 — Passo Fundo, abril de 2000) foi um piloto automobilístico brasileiro.

## Trajetória esportiva
Competiu nas famosas corridas de carreteiras entre as décadas de 40 e 60. Foi apelidado de "Leão da Serra".
Foi contemporâneo de pilotos gaúchos importantes, como Breno Fornari, Antônio Burlamaque, Aido Finardi, Orlando Menegaz e José Asmuz, dentre outros. 
Dentre outros feitos, em 26 de setembro de 1948, venceu a prova da Copa Rio Grande do Sul.